# Бути босом — легко. Бувай, неефективний менеджменте!
Бути босом — легко. Бувай, неефективний менеджменте! (англ. It's Okay to Be the Boss: The Step-by-Step Guide to Becoming the Manager Your Employees Need by Bruce Tulgan) - книжка Брюса Тулґена. Вперше опублікована 13 березня 2007 року. 

## Огляд книги
«Бути босом легко» - це покрокова інструкція для лідерів та керівників як стати тим босом, якого поважатиме та цінуватиме персонал. Гумористичний та розважальний заклик до дій для менеджерів, керівників та лідерів. Автор руйнує 7 міфів, що стоять на шляху успішного бізнесу.  [Архівовано 9 листопада 2018 у Wayback Machine.]
Чи помічаєте ви, що вам не завжди вистачає часу на управління людьми? Чи доводилось вам вимушено уникати взаємодії з деякими працівниками? У вас є працівники, яких ви не можете відпустити? Бажаєте посилити контроль над підлеглими та не знаєте з чого розпочати?
Управління людьми насправді є нелегкою практикою. Часу для неефктивності немає. Працівників стає дедалі важче та дорожче утримувати. Вони відкрито непогоджуються, показують невдоволення та неготовність працювати тільки за обіцянки. Але водночас працівники шукають вас - справжнього боса, який допоможе їм отримати від роботи те, чого хочуть вони. Поміркуйте: а як ви справляєтесь з такого роду управлінськими викликами? 
Брюс Тулґен зачіпає найбільшу проблему корпоративної культури Америки - епідемію «недоуправління», що стосується менеджерів всіх рівнів та індустрій. Чітке та зрозуміле покрокове керівництво автора із становлення босом. 

## Переклад українською
- Тулґен, Брюс. Бути босом — легко. Бувай, неефективний менеджменте! / пер. Ірина Савюк. К.: Наш Формат, 2017. —  176 с. — ISBN 978-617-7513-30-7